# Bundesstraße 191
Die Bundesstraße 191 (Abkürzung: B 191) ist eine Bundesstraße. Sie verläuft im Norden Deutschlands von Südwesten nach Nordosten. Sie beginnt in Celle an der B 3/B 214 und endet in Plau am See an der B 103.

## Geschichte
Die Landstraße zwischen Ludwigslust und Parchim wurde 1845 zur Chaussee ausgebaut. Ein Jahr später wurde der Straßenbau bis Lübz fortgesetzt. Die Elbebrücke Dömitz wurde 1936 eröffnet (und 1945 zerstört). Seit 1937 Reichsstraße, hatte die Straße am 2. und 3. Mai 1945 entscheidende Bedeutung für das Kriegsende in Südmecklenburg. Während der Deutschen Teilung wurde sie durch die innerdeutsche Grenze unterbrochen. Die westliche Teilstrecke zwischen Celle und Dannenberg (Elbe) gehörte als Bundesstraße 191 zur Bundesrepublik Deutschland. Die östliche Teilstrecke zwischen Dömitz und Plau am See lag als Fernverkehrsstraße 191 (F 191) im Bezirk Schwerin der Deutschen Demokratischen Republik.
Gleich nach der Deutschen Wiedervereinigung wurde der Neubau der 970 m langen Elbebrücke Dömitz in Angriff genommen. Seit 1992 ist die Bundesstraße wieder durchgehend befahrbar. Im Zuge der Eröffnung der A 14 zwischen dem Kreuz Schwerin und der Anschlussstelle Grabow wurde die Bundesstraße Anfang 2016 zwischen der A 14 und der A 24 bei Neustadt-Glewe zur Landesstraße 073 heruntergestuft.

## Umgehung Plau

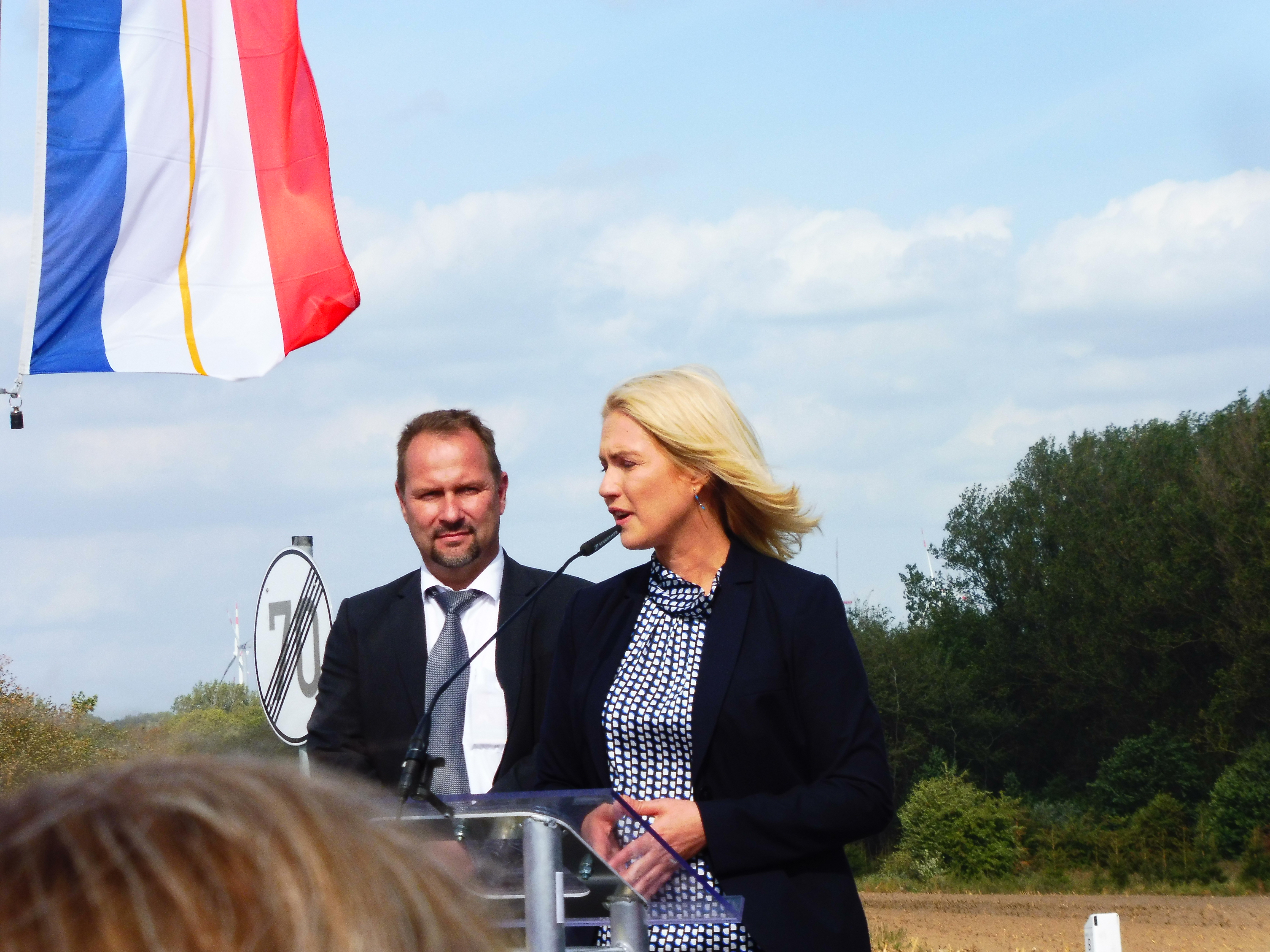
Manuela Schwesig und Stefan Anker bei der Einweihung der Nordumgehung Plau

1990 begründete Dietmar Villwock eine Bürgerinitiative für die nördliche Ortsumgehung von Plau. Mit dem ersten Spatenstich durch Rainer Bomba am 16. März 2017 begann der Bau. Die 2,7 km lange Umgehung umfasst Brücken über die Elde und die (derzeit nicht genutzte) Bahnstrecke Güstrow–Meyenburg. Der Bund investierte 11,4 Millionen Euro. Die Umgehungsstraße mit durchgehendem Überholverbot wurde am 20. September 2018 – sieben Monate vor dem Planungstermin – von Stefan Anker, Enak Ferlemann und Manuela Schwesig eingeweiht.

## Bedeutung
Wie bei den Bahnstrecken Parchim–Ludwigslust, Ludwigslust–Dömitz und Dannenberg–Uelzen (und der Elbbrücke Dömitz) liegt die geostrategische Bedeutung der Straße in der Anbindung Mecklenburgs an Niedersachsen und Westdeutschland.

## Städte und große Gemeinden an der B191

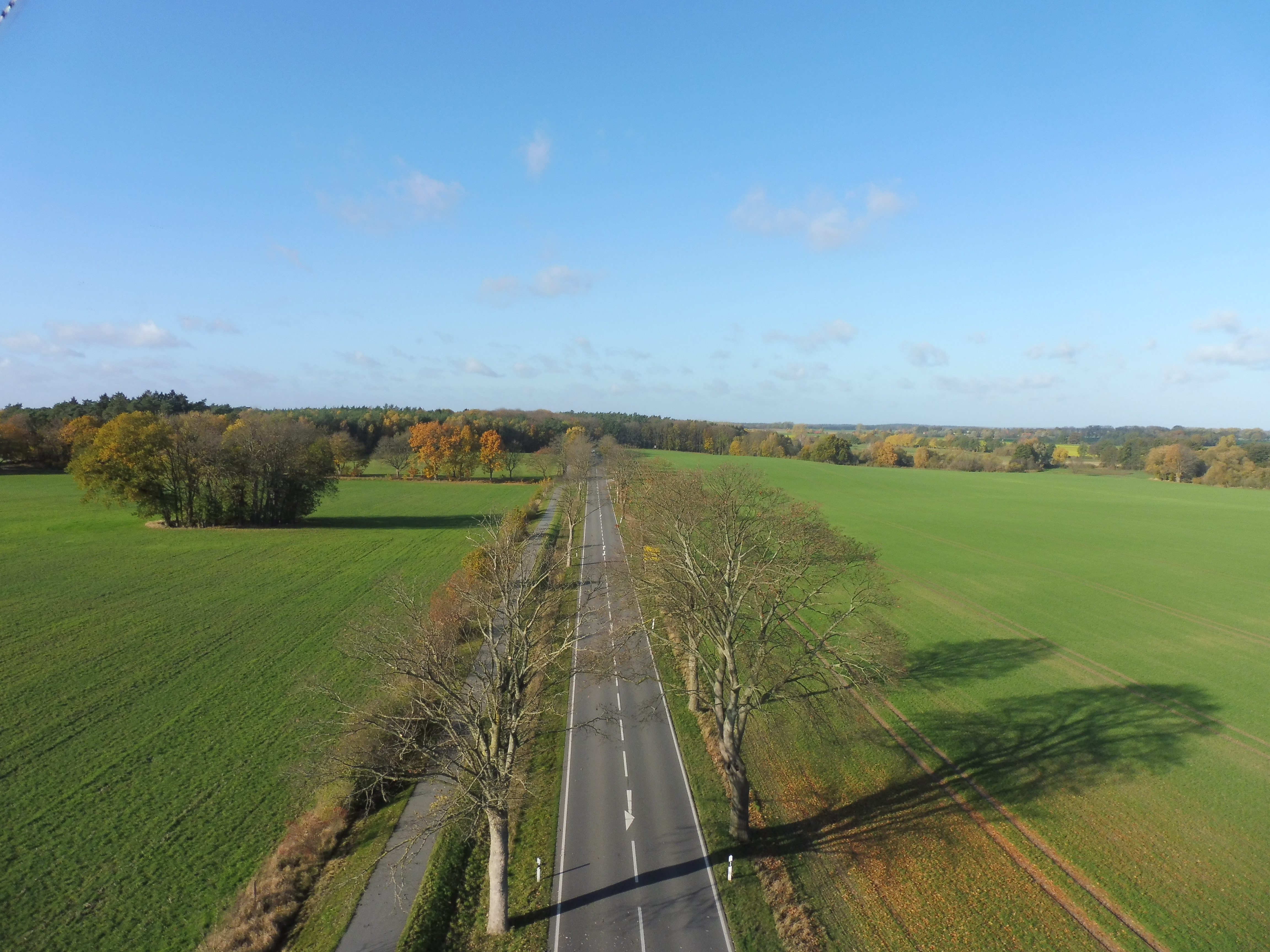
Westlich von Klebe

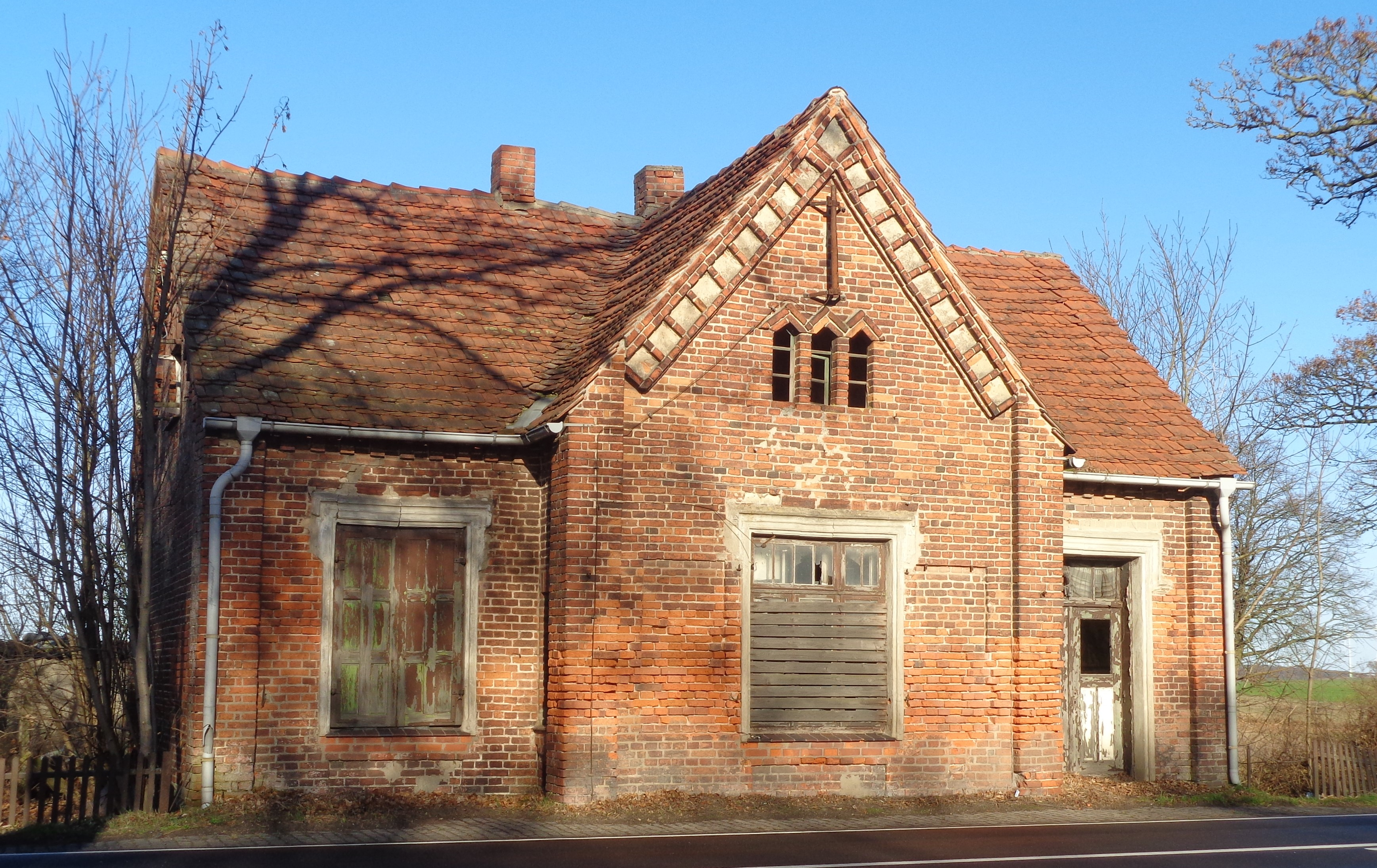
Verfallenes Chausseehaus bei Lutheran

### In Niedersachsen
- Celle
- Eschede
- Uelzen
- Dannenberg (Elbe)

### In Mecklenburg
- Dömitz
- Ludwigslust (bis 2016)
- Neustadt-Glewe (bis 2016)
- Parchim
- Lübz
- Plau am See